# Sarıoğlan, Bozkır
Sarıoğlan là một thị trấn thuộc huyện Bozkır, tỉnh Konya, Thổ Nhĩ Kỳ. Dân số thời điểm năm 2011 là 2.259 người.